# Sent Martin de la Guépia
Sent Martin de la Guépia (en francès Saint-Martin-Laguépie) és un municipi francès situat al departament del Tarn i a la regió d'Occitània.

## Demografia
| 1962                                       | 1968 | 1975 | 1982 | 1990 | 1999 | 2006 |
| ------------------------------------------ | ---- | ---- | ---- | ---- | ---- | ---- |
| 505                                        | 542  | 530  | 457  | 412  | 401  | 432  |
| Des de 1962: població sense dobles comptes |      |      |      |      |      |      |

## Administració
| Període | Identitat         | Partit |
| ------- | ----------------- | ------ |
| 2001-   | Armand Ceccarelli |        |